# Wit-Russisch handbalteam (vrouwen)
Het Wit-Russisch handbalteam is het nationale team van Wit-Rusland voor vrouwen. Het team vertegenwoordigt de Белорусская федерация гандбола.

## Resultaten

### Olympische Spelen
| Olympische Spelen | Olympische Spelen              | Olympische Spelen              | Olympische Spelen              | Olympische Spelen              | Olympische Spelen              | Olympische Spelen              | Olympische Spelen              | Olympische Spelen              |
| Jaar (teams)      | Resultaat                      | Wed                            | W                              | G                              | V                              | DV                             | DT                             | DS                             |
| ----------------- | ------------------------------ | ------------------------------ | ------------------------------ | ------------------------------ | ------------------------------ | ------------------------------ | ------------------------------ | ------------------------------ |
| 1976 (6)          | Onderdeel van Sovjet-Unie      | Onderdeel van Sovjet-Unie      | Onderdeel van Sovjet-Unie      | Onderdeel van Sovjet-Unie      | Onderdeel van Sovjet-Unie      | Onderdeel van Sovjet-Unie      | Onderdeel van Sovjet-Unie      | Onderdeel van Sovjet-Unie      |
| 1980 (6)          | Onderdeel van Sovjet-Unie      | Onderdeel van Sovjet-Unie      | Onderdeel van Sovjet-Unie      | Onderdeel van Sovjet-Unie      | Onderdeel van Sovjet-Unie      | Onderdeel van Sovjet-Unie      | Onderdeel van Sovjet-Unie      | Onderdeel van Sovjet-Unie      |
| 1984 (6)          | Onderdeel van Sovjet-Unie      | Onderdeel van Sovjet-Unie      | Onderdeel van Sovjet-Unie      | Onderdeel van Sovjet-Unie      | Onderdeel van Sovjet-Unie      | Onderdeel van Sovjet-Unie      | Onderdeel van Sovjet-Unie      | Onderdeel van Sovjet-Unie      |
| 1988 (8)          | Onderdeel van Sovjet-Unie      | Onderdeel van Sovjet-Unie      | Onderdeel van Sovjet-Unie      | Onderdeel van Sovjet-Unie      | Onderdeel van Sovjet-Unie      | Onderdeel van Sovjet-Unie      | Onderdeel van Sovjet-Unie      | Onderdeel van Sovjet-Unie      |
| 1992 (8)          | Onderdeel van gezamenlijk team | Onderdeel van gezamenlijk team | Onderdeel van gezamenlijk team | Onderdeel van gezamenlijk team | Onderdeel van gezamenlijk team | Onderdeel van gezamenlijk team | Onderdeel van gezamenlijk team | Onderdeel van gezamenlijk team |
| 1996 (8)          | Niet gekwalificeerd            | Niet gekwalificeerd            | Niet gekwalificeerd            | Niet gekwalificeerd            | Niet gekwalificeerd            | Niet gekwalificeerd            | Niet gekwalificeerd            | Niet gekwalificeerd            |
| 2000 (10)         | Niet gekwalificeerd            | Niet gekwalificeerd            | Niet gekwalificeerd            | Niet gekwalificeerd            | Niet gekwalificeerd            | Niet gekwalificeerd            | Niet gekwalificeerd            | Niet gekwalificeerd            |
| 2004 (10)         | Niet gekwalificeerd            | Niet gekwalificeerd            | Niet gekwalificeerd            | Niet gekwalificeerd            | Niet gekwalificeerd            | Niet gekwalificeerd            | Niet gekwalificeerd            | Niet gekwalificeerd            |
| 2008 (12)         | Niet gekwalificeerd            | Niet gekwalificeerd            | Niet gekwalificeerd            | Niet gekwalificeerd            | Niet gekwalificeerd            | Niet gekwalificeerd            | Niet gekwalificeerd            | Niet gekwalificeerd            |
| 2012 (12)         | Niet gekwalificeerd            | Niet gekwalificeerd            | Niet gekwalificeerd            | Niet gekwalificeerd            | Niet gekwalificeerd            | Niet gekwalificeerd            | Niet gekwalificeerd            | Niet gekwalificeerd            |
| 2016 (12)         | Niet gekwalificeerd            | Niet gekwalificeerd            | Niet gekwalificeerd            | Niet gekwalificeerd            | Niet gekwalificeerd            | Niet gekwalificeerd            | Niet gekwalificeerd            | Niet gekwalificeerd            |
| 2020 (12)         | Niet gekwalificeerd            | Niet gekwalificeerd            | Niet gekwalificeerd            | Niet gekwalificeerd            | Niet gekwalificeerd            | Niet gekwalificeerd            | Niet gekwalificeerd            | Niet gekwalificeerd            |
| Totaal            | 0/7                            | 0                              | 0                              | 0                              | 0                              | 0                              | 0                              | 0                              |

 Kampioenen   Runners-up   Derde plaats   Vierde plaats

### Wereldkampioenschap
| Wereldkampioenschap | Wereldkampioenschap               | Wereldkampioenschap               | Wereldkampioenschap               | Wereldkampioenschap               | Wereldkampioenschap               | Wereldkampioenschap               | Wereldkampioenschap               | Wereldkampioenschap               |
| Jaar                | Resultaat                         | Wed                               | W                                 | G                                 | V                                 | DV                                | DT                                | DS                                |
| ------------------- | --------------------------------- | --------------------------------- | --------------------------------- | --------------------------------- | --------------------------------- | --------------------------------- | --------------------------------- | --------------------------------- |
| 1957                | Onderdeel van Sovjet-Unie         | Onderdeel van Sovjet-Unie         | Onderdeel van Sovjet-Unie         | Onderdeel van Sovjet-Unie         | Onderdeel van Sovjet-Unie         | Onderdeel van Sovjet-Unie         | Onderdeel van Sovjet-Unie         | Onderdeel van Sovjet-Unie         |
| 1962                | Onderdeel van Sovjet-Unie         | Onderdeel van Sovjet-Unie         | Onderdeel van Sovjet-Unie         | Onderdeel van Sovjet-Unie         | Onderdeel van Sovjet-Unie         | Onderdeel van Sovjet-Unie         | Onderdeel van Sovjet-Unie         | Onderdeel van Sovjet-Unie         |
| 1965                | Onderdeel van Sovjet-Unie         | Onderdeel van Sovjet-Unie         | Onderdeel van Sovjet-Unie         | Onderdeel van Sovjet-Unie         | Onderdeel van Sovjet-Unie         | Onderdeel van Sovjet-Unie         | Onderdeel van Sovjet-Unie         | Onderdeel van Sovjet-Unie         |
| 1971                | Onderdeel van Sovjet-Unie         | Onderdeel van Sovjet-Unie         | Onderdeel van Sovjet-Unie         | Onderdeel van Sovjet-Unie         | Onderdeel van Sovjet-Unie         | Onderdeel van Sovjet-Unie         | Onderdeel van Sovjet-Unie         | Onderdeel van Sovjet-Unie         |
| 1973                | Onderdeel van Sovjet-Unie         | Onderdeel van Sovjet-Unie         | Onderdeel van Sovjet-Unie         | Onderdeel van Sovjet-Unie         | Onderdeel van Sovjet-Unie         | Onderdeel van Sovjet-Unie         | Onderdeel van Sovjet-Unie         | Onderdeel van Sovjet-Unie         |
| 1975                | Onderdeel van Sovjet-Unie         | Onderdeel van Sovjet-Unie         | Onderdeel van Sovjet-Unie         | Onderdeel van Sovjet-Unie         | Onderdeel van Sovjet-Unie         | Onderdeel van Sovjet-Unie         | Onderdeel van Sovjet-Unie         | Onderdeel van Sovjet-Unie         |
| 1978                | Onderdeel van Sovjet-Unie         | Onderdeel van Sovjet-Unie         | Onderdeel van Sovjet-Unie         | Onderdeel van Sovjet-Unie         | Onderdeel van Sovjet-Unie         | Onderdeel van Sovjet-Unie         | Onderdeel van Sovjet-Unie         | Onderdeel van Sovjet-Unie         |
| 1982                | Onderdeel van Sovjet-Unie         | Onderdeel van Sovjet-Unie         | Onderdeel van Sovjet-Unie         | Onderdeel van Sovjet-Unie         | Onderdeel van Sovjet-Unie         | Onderdeel van Sovjet-Unie         | Onderdeel van Sovjet-Unie         | Onderdeel van Sovjet-Unie         |
| 1986                | Onderdeel van Sovjet-Unie         | Onderdeel van Sovjet-Unie         | Onderdeel van Sovjet-Unie         | Onderdeel van Sovjet-Unie         | Onderdeel van Sovjet-Unie         | Onderdeel van Sovjet-Unie         | Onderdeel van Sovjet-Unie         | Onderdeel van Sovjet-Unie         |
| 1990                | Onderdeel van Sovjet-Unie         | Onderdeel van Sovjet-Unie         | Onderdeel van Sovjet-Unie         | Onderdeel van Sovjet-Unie         | Onderdeel van Sovjet-Unie         | Onderdeel van Sovjet-Unie         | Onderdeel van Sovjet-Unie         | Onderdeel van Sovjet-Unie         |
| 1993                | Niet deelgenomen aan kwalificatie | Niet deelgenomen aan kwalificatie | Niet deelgenomen aan kwalificatie | Niet deelgenomen aan kwalificatie | Niet deelgenomen aan kwalificatie | Niet deelgenomen aan kwalificatie | Niet deelgenomen aan kwalificatie | Niet deelgenomen aan kwalificatie |
| 1995                | Niet gekwalificeerd               | Niet gekwalificeerd               | Niet gekwalificeerd               | Niet gekwalificeerd               | Niet gekwalificeerd               | Niet gekwalificeerd               | Niet gekwalificeerd               | Niet gekwalificeerd               |
| 1997                | 16de                              | 6                                 | 2                                 | 0                                 | 4                                 | 145                               | 158                               | −13                               |
| 1999                | 14de                              | 6                                 | 2                                 | 1                                 | 3                                 | 144                               | 151                               | −7                                |
| 2001                | Niet gekwalificeerd               | Niet gekwalificeerd               | Niet gekwalificeerd               | Niet gekwalificeerd               | Niet gekwalificeerd               | Niet gekwalificeerd               | Niet gekwalificeerd               | Niet gekwalificeerd               |
| 2003                | Niet gekwalificeerd               | Niet gekwalificeerd               | Niet gekwalificeerd               | Niet gekwalificeerd               | Niet gekwalificeerd               | Niet gekwalificeerd               | Niet gekwalificeerd               | Niet gekwalificeerd               |
| 2005                | Niet gekwalificeerd               | Niet gekwalificeerd               | Niet gekwalificeerd               | Niet gekwalificeerd               | Niet gekwalificeerd               | Niet gekwalificeerd               | Niet gekwalificeerd               | Niet gekwalificeerd               |
| 2007                | Niet gekwalificeerd               | Niet gekwalificeerd               | Niet gekwalificeerd               | Niet gekwalificeerd               | Niet gekwalificeerd               | Niet gekwalificeerd               | Niet gekwalificeerd               | Niet gekwalificeerd               |
| 2009                | Niet gekwalificeerd               | Niet gekwalificeerd               | Niet gekwalificeerd               | Niet gekwalificeerd               | Niet gekwalificeerd               | Niet gekwalificeerd               | Niet gekwalificeerd               | Niet gekwalificeerd               |
| 2011                | Niet gekwalificeerd               | Niet gekwalificeerd               | Niet gekwalificeerd               | Niet gekwalificeerd               | Niet gekwalificeerd               | Niet gekwalificeerd               | Niet gekwalificeerd               | Niet gekwalificeerd               |
| 2013                | Niet gekwalificeerd               | Niet gekwalificeerd               | Niet gekwalificeerd               | Niet gekwalificeerd               | Niet gekwalificeerd               | Niet gekwalificeerd               | Niet gekwalificeerd               | Niet gekwalificeerd               |
| 2015                | Niet gekwalificeerd               | Niet gekwalificeerd               | Niet gekwalificeerd               | Niet gekwalificeerd               | Niet gekwalificeerd               | Niet gekwalificeerd               | Niet gekwalificeerd               | Niet gekwalificeerd               |
| 2017                | Niet gekwalificeerd               | Niet gekwalificeerd               | Niet gekwalificeerd               | Niet gekwalificeerd               | Niet gekwalificeerd               | Niet gekwalificeerd               | Niet gekwalificeerd               | Niet gekwalificeerd               |
| 2019                | Niet gekwalificeerd               | Niet gekwalificeerd               | Niet gekwalificeerd               | Niet gekwalificeerd               | Niet gekwalificeerd               | Niet gekwalificeerd               | Niet gekwalificeerd               | Niet gekwalificeerd               |
| 2021                | Niet gekwalificeerd               | Niet gekwalificeerd               | Niet gekwalificeerd               | Niet gekwalificeerd               | Niet gekwalificeerd               | Niet gekwalificeerd               | Niet gekwalificeerd               | Niet gekwalificeerd               |
| Totaal              | 0/14                              | 12                                | 4                                 | 1                                 | 7                                 | 289                               | 309                               | −20                               |

 Kampioenen   Runners-up   Derde plaats   Vierde plaats

### Europees kampioenschap
| Europees kampioenschap | Europees kampioenschap | Europees kampioenschap | Europees kampioenschap | Europees kampioenschap | Europees kampioenschap | Europees kampioenschap | Europees kampioenschap | Europees kampioenschap | Europees kampioenschap |
| Jaar (teams)           | Resultaat              | Wed                    | W                      | G                      | V                      | DV                     | DT                     | DS                     | Kwal                   |
| ---------------------- | ---------------------- | ---------------------- | ---------------------- | ---------------------- | ---------------------- | ---------------------- | ---------------------- | ---------------------- | ---------------------- |
| 1994 (12)              | Niet gekwalificeerd    | Niet gekwalificeerd    | Niet gekwalificeerd    | Niet gekwalificeerd    | Niet gekwalificeerd    | Niet gekwalificeerd    | Niet gekwalificeerd    | Niet gekwalificeerd    | Niet gekwalificeerd    |
| 1996 (12)              | Niet gekwalificeerd    | Niet gekwalificeerd    | Niet gekwalificeerd    | Niet gekwalificeerd    | Niet gekwalificeerd    | Niet gekwalificeerd    | Niet gekwalificeerd    | Niet gekwalificeerd    | Niet gekwalificeerd    |
| 1998 (12)              | Niet gekwalificeerd    | Niet gekwalificeerd    | Niet gekwalificeerd    | Niet gekwalificeerd    | Niet gekwalificeerd    | Niet gekwalificeerd    | Niet gekwalificeerd    | Niet gekwalificeerd    | Niet gekwalificeerd    |
| 2000 (12)              | 11de                   | 5                      | 1                      | 3                      | 2                      | 161                    | 165                    | −4                     | (Kwal.)                |
| 2002 (16)              | 16de                   | 3                      | 0                      | 0                      | 3                      | 65                     | 86                     | −21                    | (Kwal.)                |
| 2004 (16)              | 16de                   | 3                      | 0                      | 0                      | 3                      | 67                     | 83                     | −16                    | (Kwal.)                |
| 2006 (16)              | Niet gekwalificeerd    | Niet gekwalificeerd    | Niet gekwalificeerd    | Niet gekwalificeerd    | Niet gekwalificeerd    | Niet gekwalificeerd    | Niet gekwalificeerd    | Niet gekwalificeerd    | Niet gekwalificeerd    |
| 2008 (16)              | 12de                   | 5                      | 1                      | 2                      | 3                      | 164                    | 171                    | −7                     | (Kwal.)                |
| 2010 (16)              | Niet gekwalificeerd    | Niet gekwalificeerd    | Niet gekwalificeerd    | Niet gekwalificeerd    | Niet gekwalificeerd    | Niet gekwalificeerd    | Niet gekwalificeerd    | Niet gekwalificeerd    | Niet gekwalificeerd    |
| 2012 (16)              | Niet gekwalificeerd    | Niet gekwalificeerd    | Niet gekwalificeerd    | Niet gekwalificeerd    | Niet gekwalificeerd    | Niet gekwalificeerd    | Niet gekwalificeerd    | Niet gekwalificeerd    | Niet gekwalificeerd    |
| 2014 (16)              | Niet gekwalificeerd    | Niet gekwalificeerd    | Niet gekwalificeerd    | Niet gekwalificeerd    | Niet gekwalificeerd    | Niet gekwalificeerd    | Niet gekwalificeerd    | Niet gekwalificeerd    | Niet gekwalificeerd    |
| 2016 (16)              | Niet gekwalificeerd    | Niet gekwalificeerd    | Niet gekwalificeerd    | Niet gekwalificeerd    | Niet gekwalificeerd    | Niet gekwalificeerd    | Niet gekwalificeerd    | Niet gekwalificeerd    | Niet gekwalificeerd    |
| 2018 (16)              | Niet gekwalificeerd    | Niet gekwalificeerd    | Niet gekwalificeerd    | Niet gekwalificeerd    | Niet gekwalificeerd    | Niet gekwalificeerd    | Niet gekwalificeerd    | Niet gekwalificeerd    | Niet gekwalificeerd    |
| 2020 (16)              | Niet gekwalificeerd    | Niet gekwalificeerd    | Niet gekwalificeerd    | Niet gekwalificeerd    | Niet gekwalificeerd    | Niet gekwalificeerd    | Niet gekwalificeerd    | Niet gekwalificeerd    | Niet gekwalificeerd    |
| 2022 (16)              | Niet gekwalificeerd    | Niet gekwalificeerd    | Niet gekwalificeerd    | Niet gekwalificeerd    | Niet gekwalificeerd    | Niet gekwalificeerd    | Niet gekwalificeerd    | Niet gekwalificeerd    | Niet gekwalificeerd    |
| Totaal                 | 4/14                   | 18                     | 2                      | 5                      | 11                     | 457                    | 505                    | −48                    |                        |

 Kampioenen   Runners-up   Derde plaats   Vierde plaats